# Allan Cunningham (poète)
Pour les articles homonymes, voir Allan Cunningham et Cunningham.
Allan Cunningham (7 décembre 1784, Dumfriesshire - 30 octobre 1842), est un poète britannique.
Il avait d'abord été maçon. Il attira l'attention et gagna la protection de Walter Scott par quelques chants tirés des légendes populaires, et obtint bientôt la faveur du public.
Parmi ses poésies on cite : 
- Sir Marmaduke Maxwell et les Traditions des paysans d'Angleterre et d'Écosse, 1822 ;
- Theilaidof Elvar, 1832.

On a aussi de lui :
- une Histoire des peintres et graveurs anglais (The Lives of the Most Eminent British Painters and Sculptors, New York, 1835) ;
- une Histoire de la littérature anglaise.

## Source
- Notices d'autorité :   - VIAF
  - ISNI
  - BnF (données)
  - IdRef
  - LCCN
  - GND
  - Italie
  - Japon
  - CiNii
  - Pays-Bas
  - Pologne
  - Israël
  - NUKAT
  - Catalogne
  - Suède
  - Vatican
  - Australie
  - Tchéquie
  - WorldCat
- Ressource relative à la littérature :   - Internet Speculative Fiction Database
- Ressources relatives aux beaux-arts :   - British Museum
  - Grove Art Online
  - National Portrait Gallery
  - Royal Academy of Arts
  - Union List of Artist Names

Cet article comprend des extraits du Dictionnaire Bouillet. Il est possible de supprimer cette indication, si le texte reflète le savoir actuel sur ce thème, si les sources sont citées, s'il satisfait aux exigences linguistiques actuelles et s'il ne contient pas de propos qui vont à l'encontre des règles de neutralité de Wikipédia.